# John B. Hayes
John Briggs Hayes (Jamestown (Nueva York), 30 de agosto de 1924-Cayos de la Florida, 17 de enero de 2001) fue un almirante estadounidense.

## Trayectoria
Estuvo vinculado a la Guardia Costera de los Estados Unidos y ejerció como el decimosexto comandante de 1978 a 1982. De 1966 a 1968, Hayes asumió un puesto de mando, estacionado en Vietnam, durante la Guerra de Vietnam. Al regresar a Washington, fue ascendido a capitán y asignado a la Oficina de Seguridad de Navegación de la Guardia Costera de los Estados Unidos, seguido de su servicio como Comandante de cadetes en la Academia de la Guardia Costera de los Estados Unidos. Desde 1975 hasta su nombramiento como Comandante de la Guardia Costera, se desempeñó como comandante del Distrito 17 de la Guardia Costera con sede en Juneau, Alaska.
Murió el 17 de enero de 2001.